# Nazionale maschile di hockey su ghiaccio dell'Australia
La nazionale di hockey su ghiaccio maschile dell'Australia è controllata dalla Federazione di hockey su ghiaccio dell'Australia, la federazione australiana di hockey su ghiaccio, ed è la selezione che rappresenta l'Australia nelle competizioni internazionali di questo sport.